# Ola Skogäng
Nils Ola Skogäng, född 10 mars 1974, från Enköping är en svensk illustratör och serieskapare. Han är bland annat känd för serien Theos ockulta kuriositeter. Han har illustrerat barnböcker av Martin Widmark, Andeas Palmaer och Jo Salmson liksom flera böcker för vuxna. Skogäng har även tecknat reklamserien "PROX" för tidskriften Resplus och den episka tidsreseserien Resenärerna som publicerades i tidningen Besserwisser Smart utgiven av Egmont. Han tecknar i ett ”klara linjen-manér” influerad av Hergé, Jacques Tardi samt Mike Mignola. 

Hans illustrationer har också synts på bio (Hälsoresan), TV (Sune och hans värld), i dataspelet Trazan och Banarne, inom reklam och i den egna boken Monster: en feel bad-målarbok (2016).
Ola Skogäng har undervisat i serieberättande på gymnasienivå i Bålsta och på folkhögskolan i Skellefteå. Han driver företaget Ockulta kuriositeter.

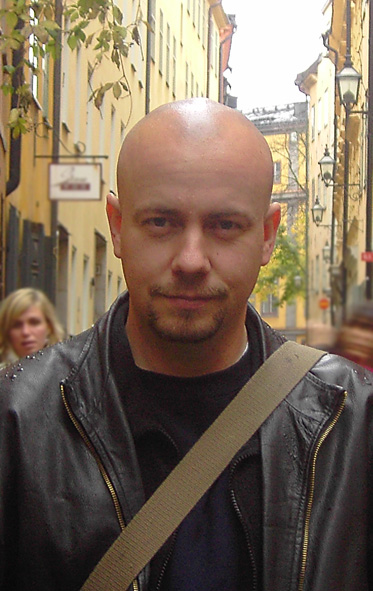
Ola Skogäng 2008. Gamla Stan, Stockholm

## Priser och utmärkelser
- Vinnare av Adamsonstatyetten 2009
- Nominerad till Urhunden 2009 för 2008 års bästa originalsvenska seriealbum (Mumiens blod)

## Album

### Theos ockulta kuriositeter
Theos ockulta kuriositeter handlar om Theo, en människa som förvandlats till björn. Theo driver ett antikvariat i Gamla stan i Stockholm med böcker om ockulta företeelser. Han blir själv indragen i diverse övernaturliga händelser. Serien var till innehållet något inspirerad av tv-serien Arkiv X och till formen av Tintin-albumen.
Theos ockulta kuriositeter började som korta episoder i tidningen Nemi 2007. 2008 kom albumet Mumiens blod, som gav Skogäng en Adamson-statyett. Skogäng hade tidigare planer på en lång serie, cirka tjugo böcker, om Theos liv och hans strävan efter att bli människa igen. Det har hittills (2024) blivit sex album. Ett sjunde, som skulle handla om mordet på Gustaf III var på gång men har inte blivit klart. Det fanns även planer på att göra en animerad film.
- "Theos ockulta kuriositeter" nr 1: "Mumiens Blod" (Kartago, 2008) ISBN 9189632958. Även utgiven på franska 2010-2011, "Théo, le sang de la momie".
- "Theos ockulta kuriositeter" nr 2: "De förlorade sidornas bok" (Ekholm &  Tegebjer, 2010) ISBN 978-91-86048-10-5
- "Theos ockulta kuriositeter" nr 3: "I dödskuggans dal". (Ekholm & Tegebjer, 2011) ISBN 9789186048150
- "Theos ockulta kuriositeter" nr 4: "Deus ex machina: Fadern". Tillsammans med Daniel Thollin. (Ekholm & Tegebjer, 2013) ISBN 9789186048372
- "Theos ockulta kuriositeter" nr 5: "Deus ex machina: Sonen". Tillsammans med Daniel Thollin. (Pagina, 2014) ISBN 9789163610622
- "Theos ockulta kuriositeter" nr 6: "Deus ex machina: Den Heliga Ande". Tillsammans med Daniel Thollin. (Pagina, 2015) ISBN 9789163610691
- "Theos ockulta kuriositeter": "Den magiska cirkeln". (Albumförlaget, 2023) ISBN 9789186783860

### Andra album
- "Döda rummet": Strindbergs sista drömspel. Tillsammans med Per Demervall. (Ekholm & Tegebjer, cop. 2012) ISBN 9789186048242

## Korta episoder
- "Spökskeppet", Uti vår hages sommarspecial 2005
- "Barnet på vinden", Nemi nr 6/2007
- "Theo, jätten och hammaren", Enköpingsposten 7/7-27/7-2008
- "Flickan från den andra sidan", Nemi nr 7/2008
- "Den brinnande kvinnan", Nemi nr 8/2008
- "Djuphavsgraven", Nemi nr 9/2008
- "De 12 dimensionernas bok", Nemi nr 10/2008
- "Ondska under månens bleka sken" del 1/2, Nemi nr 1/2009
- "Ondska under månens bleka sken" del 2/2, Nemi nr 2/2009
- "Ingen rädder för vargen här" del 1/2, Nemi nr 3/2009
- "Ingen rädder för vargen här" del 2/2, Nemi nr 4/2009
- "En Shi-shnu i källaren", Nemi nr 5/2009
- "Spökskeppet" del 1/2, Nemi nr 6/2009
- "Spökskeppet" del 2/2, Nemi nr 7/2009
- "Ljuset i slutet av tunneln" del 1/3, Nemi nr 8/2009
- "Ljuset i slutet av tunneln" del 2/3, Nemi nr 9/2009
- "Ljuset i slutet av tunneln" del 3/3, Nemi nr 10/2009
- "Captian Drupal: Will Drupal beat the bugs?" Wunderkraut, 2012
- "Captian Drupal: Santa got beef with Drupal?" Wunderkraut, 2016
- "The Co-creature from the fog" Digitalist, 2018